# Калюжний (зупинний пункт)
Калюжний — пасажирський залізничний зупинний пункт Конотопської дирекції Південно-Західної залізниці на лінії Макове — Баничі.
Розташований поблизу села Калюжне Глухівського району Сумської області між станціями Глухів (9 км) та Баничі (10 км).